# Fernando Flores Sintas
Fernando Flores Sintas (Cartagena, 19 de febrero de 1939) es un científico español especialista en física condensada de la materia.

## Carrera
Es ingeniero de Caminos, Canales y Puertos por la Universidad Politécnica de Madrid en 1963, licenciado en Física por la Universidad Complutense de Madrid en 1966, doctorado por la Universidad Politécnica de Madrid en 1970, con etapas postdoctorales en Madrid (1970-1976), Universidad de Lille, Francia en 1976 y en el Imperial College de Londres en 1977.
Es profesor de la Universidad Autónoma de Madrid desde 1975 y catedrático de la Universidad de Salamanca.

## Cargos
- Profesor visitante en la Universidad de Oxford en 1981.
- Trabajó como profesor en la UCAM.
- Director de departamento en la Universidad autónoma de Madrid entre 1981-1996 y 2001-2004.
- Director del instituto de ciencias de los materiales en la universidad autónoma de Madrid. 1993-1996.
- Director del grupo de la materia condensada, sociedad española de física 1981-1985.
- Director del grupo de la materia condensada, sociedad europea de física 1987-1993.
- Director del comité de consejo del ministerio de ciencia y tecnología de España 1997-2000.
- Profesor adjunto en la Universidad de Waterloo en Canadá en 2002
- Profesor en la universidad autónoma de Madrid del Departamento de Física Teórica de la Materia Condensada

- Director del grupo para la teoría electrónica y electromagnética para Nanosistemas, las superficies, las heteroestructuras y las moléculas orgánicas.

## Premios
Tiene diferentes premios:
- 1987, American Physical Society Fellowship.
- 1991, Medalla de la Real Sociedad Española de Física.[3]
- 1993, Premio Iberdrola.
- 2001, Premio Nacional de Investigación Blas Cabrera por sus contribuciones teóricas a la física de superficies, intercaras de semiconductores y a la microscopía de efecto túnel.

- 2004, Medalla de la asociación española de ingenieros civiles.

## Sociedades
- Sociedad americana de física
- Sociedad española de física
- Sociedad española de ingenieros civiles